# 基尤 (密歇根州)
基尤（英語：Kew）是位於美國密歇根州梅諾米尼縣梅諾米尼鎮區的一個非建制地區。此地得名自位於倫敦的邱园。

## 地理
基尤所處的海拔為高於海平面198米（即650英呎），而該地所採用的時區為UTC-6，即北美中部時區（CST）。同時該地設有夏令時間，為UTC-6調快一小時，即UTC-5（CDT）。